# Nicolas François Harmand d'Abancourt
Pour les articles homonymes, voir Harmand et Abancourt.
Nicolas François Harmand d'Abancourt est un homme politique français né le 9 janvier 1746 à Souilly (Meuse) et décédé le 31 décembre 1821 à Senlis (Oise). Il est notamment député du tiers état aux États généraux de 1789, préfet, baron de l'Empire.

## Biographie
Il est le fils d'Etienne Harmand, "avocat en parlement" (1746) et de Marie Anne Robert. En 1773, il épouse Marie Benoiste Valentine Gaussart. De leur union naissent (au moins) deux fils: en 1774 Anne Étienne Louis Harmand d'Abancourt, et en 1779, Louis Marie Harmand.  
Nicolas François Harmand est avocat au conseil supérieur de Châlons-sur-Marne en 1774, puis à Château-Thierry en 1775-1779. 
Il est élu député du tiers-état du bailliage de Château-Thierry aux États généraux de 1789. 
Suspect sous la Terreur, il est obligé de se cacher. Il devient entrepreneur de fourniture aux armées sous le Directoire. 
Il est préfet de la Mayenne de 1800 à 1814. Il est fait baron d'Empire en 1810.